# Tiszabecs
Tiszabecs ist eine ungarische Großgemeinde im Kreis Fehérgyarmat im Komitat Szabolcs-Szatmár-Bereg. Sie liegt im Osten des Komitats am linken Ufer der Theiß unmittelbar an der Grenze zur Ukraine. Auf der anderen Seite der Theiß liegt der ukrainische Ort Wylok.

## Geschichte
Tiszabecs wurde bereits 1181 schriftlich erwähnt. 1368 wird der Ort als castrum bezeichnet, was die Existenz eines königlichen Schlosses vermuten lässt. 
Der Ort ist in der Josephinischen Landesaufnahme als Tisza Becse
und in der Franziszeischen als Tisza Bécs aufgenommen worden.
Aus der Karpatoukraine kommend setzte Rákóczi am 14. Juli 1703 hier über die Theiß. So konnte sich sein Aufstand auf die heutige Slowakei und das heutige Nordungarn ausbreiten.
Im Jahre 1864 wurden große Teile des Ortes durch ein Hochwasser zerstört.

## Sehenswürdigkeiten
- Rákóczi-Gedächtnissäule (Rákóczi emlékoszlop), erschaffen 1903 von Dezső Lányi
- Reformierte Kirche, erbaut 1907–1910 nach Plänen von Lajos Ivánka

## Verkehr
Durch Tiszabecs verläuft die Hauptstraße Nr. 491 in Richtung Ukraine. Es bestehen Busverbindungen nach Fehérgyarmat. Der nächstgelegene ungarische Bahnhof befindet sich südwestlich in Penyige.

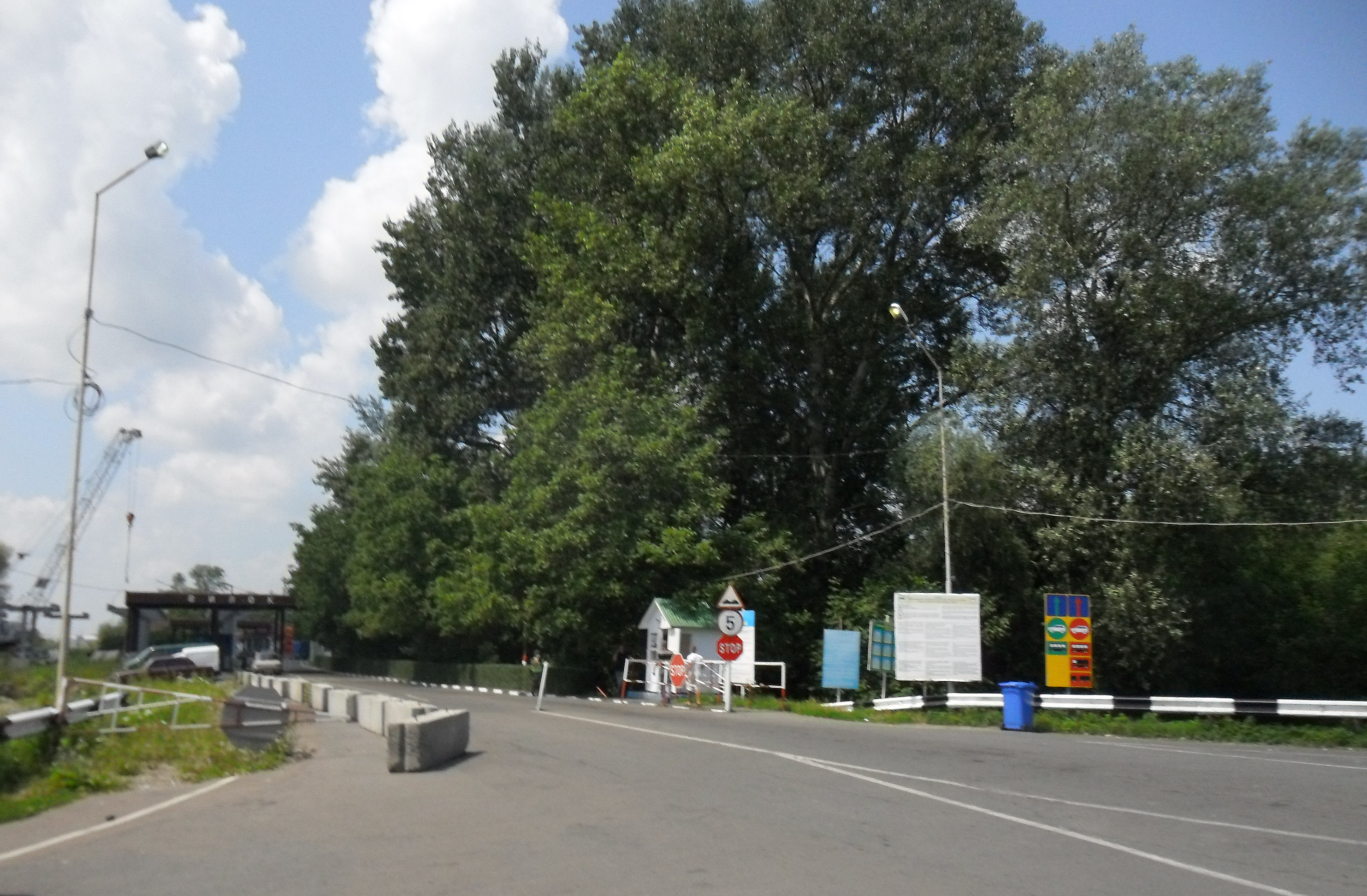
Grenzübergang zwischen Tiszabecs und Wylok

## Mit dem Ort verbundene Personen
Der Dichter Lőrinc Szabó verbrachte die Sommer in den Jahren von 1908 bis 1918 hier.